# Бакунин, Алексей Александрович
Алексе́й Алекса́ндрович Баку́нин (25 марта (6 апреля) 1823 — 13 (25) января 1882, Тверь) — деятель крестьянской реформы, ботаник. Брат Михаила Бакунина, Павла Бакунина и Александра Бакунина.

## Биография

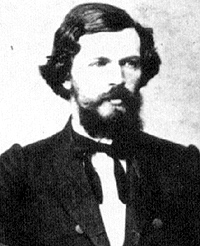
Около 1860

Сын публициста Александра Михайловича Бакунина (1768—1854) от его брака с Варварой Александровной Муравьевой. Родился в родовом поместье в Прямухине, крещен 30 марта 1823 года в прямухинской церкви Покрова при восприемстве отчима матери Павла Марковича Полторацкого и его дочери Анны Петровны Полторацкой.
Вместе с сестрой Татьяной (1815—1872) был душой семьи Бакуниных, состоявшей из четырёх женатых братьев, живших вместе в Прямухине. Студент юридического факультета Московского университета (1839—1843). Вместе с братом Павлом посещал литературный салон Елагиных, где встречался с И. В. Кириевским, П. В. Кириевским, И. С. Аксаковым, К. С. Аксаковым, А. С. Хомяковым, Ю. Ф. Самариным, Н. П. Огарёвым, А. И. Герценом и др. В период Крымской войны служил в тверском ополчении.
Новоторжский уездный предводитель дворянства (1861—1862). 12-13.12.1861 Алексей Бакунин председательствовал на первом съезде мировых посредников в Твери, проведённом вице-губернатором М. Е. Салтыковым-Щедриным, который высказался за немедленный обязательный выкуп крестьянских наделов при содействии государства, за ликвидацию сословных привилегий дворянства и слияние сословий, введение независимого суда и гласности в управлении, за преобразование финансовой системы. Эти требования были изложены в составленном (3.2.1862) от имени Тверского губернского дворянского собрания всеподданнейшем адресе, подписанном 112 дворянами Тверской губернии, в том числе губернским и 9-ю уездными предводителями дворянства. Одновременно мировые посредники Тверской губернии приняли решение руководствоваться в своей деятельности постановлениями губернского дворянского съезда. В числе прочих участников съезда Алексей Бакунин был арестован и заключён на 5 месяцев в Петропавловскую крепость, а затем осуждён Сенатом к 2,5 годам заключения в смирительном доме. По ходатайству петербургского генерал-губернатора светлейшего князя А. А. Суворова-Рымникского все участники съезда 1862 были освобождены с запрещением служить на общественных должностях.
Алексей Бакунин увлекался ботаникой, состоял действительным членом Санкт-Петербургского общества естествоиспытателей. Автор обширного труда «Тверская флора», отдельные части которого под названием «Список цветковых растений тверской пробы» были опубликованы в «Трудах Санкт-Петербургского общества естествоиспытателей» (СПб., 1897. Т. X) и включены в первый том «Историко-статистического описания Тверской губернии» В. И. Покровского (Тверь, 1879).
Умер в Твери 13 января 1882 года от катара легких, похоронен в семейной усыпальнице под алтарём церкви в Прямухино.

## Семья
Жена — Мария Николаевна Мордвинова (11.05.1854-1923), дочь Елизаветы Полетика. Их дети:
- Екатерина Алексеевна (1.06.1877-1921)
- Михаил Алексеевич (17.03.1880-13.05.1962)